# Stefan Haag (Autor)
Stefan Haag (* 11. Juli 1963 in Stuttgart) ist ein deutscher Journalist und Buchautor. Seine Fachgebiete sind Ethnobotanik, Drogenkultur und Reisejournalismus. Seit jahrzehnten schreibt er regelmäßig für das Magazin Grow!, insbesondere über die globale Cannabisszene. Seine Spezialität sind Reportagen aus Ländern mit interessanter Drogensituation, darunter Kolumbien, Thailand, Marokko, Mexiko, Spanien, Brasilien, Senegal, Gambia und Nepal.

## Leben
Haag studierte Wirtschaftswissenschaften und beschäftigte sich schon in seiner Diplomarbeit mit dem „Marketing des illegalen Drogenhandels“. Er hat in über vier Jahrzehnten mehr als 100 Länder bereist. In seine journalistischen Texte fließen literarische Erzählweise und persönliche Erfahrungsnähe ein. Bekannt wurde seine Kolumne Frag Haag, in der er Leserfragen rund um Reisen, Drogenpolitik und Subkulturen beantwortet.
Neben Reportagen verfasst Haag Essays und Hintergrundanalysen zur internationalen Drogenpolitik und engagiert sich für eine differenzierte und aufgeklärte Sicht auf psychoaktive Substanzen. Er ist Autor von bislang acht veröffentlichten Büchern.
Haag schrebt außerdem für das Magazin Lucys Rausch (Nachtschatten Verlag, Solothurn), das sich schwerpunktmäßig mit Bewusstseinskultur und psychoaktiven Substanzen beschäftigt.
Haag lebt überwiegend in Andalusien, kehrt aber jeden Sommer für einige Monate nach Deutschland zurück.

## Publikationen
- Hanfkultur Weltweit. Werner Pieper’s MedienXperimenete, o. JG, ISBN 3-930442-04-3
- Von Druidentrank und Hexenkraut. Kosmos, 2002, ISBN 3-440-09231-3
- Von Rosenöl und Sandelholz. Kosmos, 2004. ISBN 3-440-09709-9
- O druidských nápojích a čarodějném bejlí. 2003, ISBN 80-7296-027-X
- Schöne Grüsse an die Götter. Nachtschatten Verlag, 2004. ISBN 978-3-907080-85-6
- Liebeskraut und Zauberpflanzen, Kosmos, 2010. ISBN 978-3-440-12231-0
- Drogen auf Reisen. Nachtschatten Verlag, 2024. ISBN 978-3-03788-616-8
- Magische Pflanzen. Anaconda Verlag, 2025, ISBN 978-3-7306-1489-1

| Personendaten    | Personendaten                      |
| ---------------- | ---------------------------------- |
| NAME             | Haag, Stefan                       |
| KURZBESCHREIBUNG | deutscher Journalist und Buchautor |
| GEBURTSDATUM     | 11. Juli 1963                      |
| GEBURTSORT       | Stuttgart                          |